# Knaupsholz-Granit
Der Knaupsholz-Granit wurde im heutigen Nationalpark Harz im Knaupsholz in Wernigerode zwischen der Siedlung Drei Annen Hohne und dem Ortsteil Schierke, einen Kilometer östlich des Bahnhofs Schierke in Sachsen-Anhalt über viele Jahrzehnte abgebaut. Der Knaupsholz-Granit gehörte „lange Zeit zu den wichtigsten Werksteinen der ehemaligen DDR“.

## Mineralbestand
Der Knaupsholz-Granit ist graurötlich gefärbt und grobkörnig. Er enthält 33,5 Prozent Quarz, 45,9 Prozent Alkalifeldspat, 15,1 Prozent Plagioklas, 4,8 Prozent Biotit und Chlorit sowie 0,7 Prozent Erzminerale wie Magnetit, Pyrit, Hämatit und 0,7 Akzessorien. Die Alkalifeldspatkristalle können bis zu 18 mm groß sein.
Die Ausbeute im Steinbruch Knaupsholz beträgt 10–20 Prozent Sägeblöcke und 80 Prozent Gewinnungsschutt. Es können maßhaltige große Rohblöcke gewonnen werden.
Vom Knaupsholz-Granit gibt es zwei Handelssorten für Naturwerksteinarbeiten, den Knaupsholz rot und Knaupsholz beige.

## Technische Eigenschaften
Der Knaupsholz-Granit ist frostbeständig, die Rohdichte beträgt 2,59 t/m³ und die Druckfestigkeit 161 MPa.

## Geschichte des Steinbruchs
Der Steinbruch wurde um 1903 unmittelbar neben der 1898 erbauten Brockenbahn in Betrieb genommen. Zum Steinbruch existierte ein Anschlussgleis zur Harzquerbahn und die Gewinnung erfolgte mit manuellen Steinspaltwerkzeugen wie auch die Bearbeitung. Der Transport des Steinmaterials zur Brockenbahn wurde mit Kipploren auf zwei Bahnen vorgenommen. 1937 wurde ein neues Steinbruchsgelände erschlossen und die Werkstücke in Wernigerode bearbeitet. Ab 1939 war der Steinbruch an das elektrische Netz angeschlossen, dadurch konnten Maschinen eingesetzt werden. Zur Verladung war ein Derrickkran aufgebaut, der Lasten bis zu fünf Tonnen hob.
Mit dem Ende des Zweiten Weltkrieges im Mai 1945 wurde der Steinbruchbetrieb kurzfristig eingestellt und am 1. Juni 1945 wieder eröffnet. Am 5. November 1945 folgte die Enteignung. Im Steinbruch kam ein weiterer Derrickkran und Maschinen zum Einsatz und die Transportprobleme wurden mit einem Kabelkran angegangen. Der Knaupsholz-Granit war in der DDR einer der wichtigsten Werksteine.
Nach der Wende wurde der Steinbruch aufgekauft. Zwischenzeitlich ist er stillgelegt.